# Eduard Albert Friedrich Klatten
Eduard Albert Friedrich Klatten (* 29. August 1832 in Münster; † 10. Juni 1892 in Hamburg-Winterhude) war ein königlich preußischer Generalleutnant und zuletzt Inspekteur der Gewehrfabriken.

## Herkunft
Seine Eltern waren der Generalstabsarzt des VII. ArmeekorpsEduard Klatten (* 29. März 1800; † 12. August 1872) und dessen Ehefrau Albertine Schumann adoptierte Reuter (* 22. Juni 1811; † 6. November 1876).

## Leben
Er ging zunächst auf die evangelische Schule und dann auf das Gymnasium in Münster. Nach seinem Abschluss trat er am 7. August 1849 als Husar in das 11. Husarenregiment ein. Bereits am 1. Dezember 1849 wechselte er in das 4. Kürassierregiment, am 14. Juni 1850 wurde er dort Portepeefähnrich. Am 18. August 1851 wechselte er in das 30. Infanterieregiment, dort wurde er am 9. Dezember 1851 zum Seconde-Lieutenant ernannt. Vom 1. Oktober 1855 bis zum 20. Juni 1856 war er als Hilfsoffizier zur Gewehrabnahmekommission nach Wesel abkommandiert. Anschließend war er vom 1. November 1856 bis zu 31. Januar 1859 als Hilfsoffizier in die Gewehrfabriken in Spandau und Saarn abkommandiert. Um Anschluss wurde er am 1. Februar 1859 Adjutant der Inspektion der Gewehrfabriken und am 31. Mai 1859 zum Premier-Lieutenant befördert. Unter Belassung seiner Stellung wurde er in das 70. Infanterieregiment versetzt. Am 20. März 1872 kam er, zum Hauptmann befördert, als Direktionsassistent in die Gewehrfabrik Saarn, dazu wurde er à la suite des Regiment gestellt. Schon am 21. August 1862 kam er als Direktionsassistent in die Gewehrfabrik Danzig. Er verblieb dort bis zum 3. Juli 1867, da wurde er in die Artillerieabteilung des Kriegsministerium abkommandiert und am 25. September 1867 auch dorthin versetzt. Am 22. März 1868 stieg er zum Major auf. Für seine Verdienste um das Gewehr M71, wurde er am 11. August 1872 mit dem Roten Adlerorden 4. Klasse ausgezeichnet. Am 30. November 1872 wurde er zum Präses der Gewehr-Revisionskommission in Sömmerda sowie der Abnahmekommission in Suhl ernannt, dazu wurde er a la suite des Kriegsministeriums gestellt. Er wurde am 22. März 1873 zum Oberstleutnant befördert. Am 28. Dezember 1875 wurde er zum Direktor des Gewehr- und Munitionsfabrik in Spandau ernannt, dazu erhielt er die Funktion eines Regimentskommandeurs und wurde à la suite des Kriegsministeriums gestellt. Er stieg am 22. März 1876 zum Oberst auf und wurde am 2. Dezember 1876 Inspekteur der Gewehrfabriken. 

Er erhielt am 16. April 1882 den Kronen-Orden 2. Klasse und am 6. Juli 1882 die Beförderung zum Generalmajor. Am 18. Januar 1885 wurde er außerdem mit dem Roten Adlerorden 2. Klasse mit Eichenlaub ausgezeichnet. Wegen seiner angeschlagene Gesundheit erhielt er am 13. Mai 1886 ab dem 20. Mai drei Monate Urlaub, den er in Badenweiler, Süddeutschland und Berlin verbrachte; dazu erhielt er am 20. Mai 1886 auch den Stern zum Kronen-Orden. Nach seiner Rückkehr wurde er am 18. September 1886 mit dem Charakter als Generalleutnant und Pension zur Disposition gestellt. Er starb am 10. Juni 1892 in Hamburg-Winterhude.